# Scincus
Genre
Synonymes
- Scincus Garsault, 1764[1]

Scincus est un genre de sauriens de la famille des Scincidae.

## Répartition
Les espèces de ce genre se rencontrent du Nord de l'Afrique jusqu'au Pakistan.

## Liste des espèces
Selon The Reptile Database (5 décembre 2012) :
- Scincus albifasciatus Boulenger, 1890
- Scincus hemprichii Wiegmann, 1837
- Scincus mitranus Anderson, 1871
- Scincus scincus (Linnaeus, 1758)

## Publication originale
- Laurenti, 1768 : Specimen medicum, exhibens synopsin reptilium emendatam cum experimentis circa venena et antidota reptilium austriacorum Vienna Joan Thomae p. 1-217 (texte original).